# Корф, Александр Николаевич
Барон Александр Николаевич Корф (нем. Alexander Zenon Freiherr von Korff; 9 [21] сентября 1833—26 октября [8 ноября] 1903) — российский военный деятель, представитель остзейского дворянства, генерал-лейтенант.

## Биография
Происходил из рода Корфов, — сын барона Николая Ивановича Корфа. Родился 9 (21) сентября 1833 года.
Воспитывался в Пажеском корпусе; при выпуске в августе 1852 года наименован в формулярном списке отличнейшим. Из камер-пажей был произведён в корнеты лейб-гвардии Кирасирского Его Величества полка; 6 декабря 1853 года произведён в поручики. По случаю открытия военных действий с Англией, Францией и Турцией он находился с 19 апреля 1854 года по 8 июля того же года в составе главного резерва Санкт-Петербургского гарнизона, а с 19 июля 1854 года по 6 июля 1856 года в походах в Царстве Польском. Затем был в Москве в составе отряда войск гвардейского и гренадерского корпусов, собранного там по случаю коронации Александра II.
Был произведён в штабс-ротмистры 30 августа 1858 года; 8 сентября 1859 года произведён в ротмистры. Был награждён орденом Святой Анны 3-й степени 30 августа 1862 года, 30 августа 1864 года орденом Святого Станислава 2-й степени и 30 августа 1866 года — императорской короной к этому ордену.
С 1 февраля 1863 года командовал эскадроном Его Величества и 5 апреля 1865 года был произведён в полковники; 20 октября 1867 года по домашним обстоятельствам уволен от службы.
С 12 ноября 1869 года состоял мировым посредником Петергофского уезда и 11 июня 1869 года был награждён Высочайше утверждённым (24 ноября 1866 года) знаком отличия за поземельное устройство государственных крестьян. С 10 ноября 1869 года он вновь на военной службе — в Лейб-гвардии Кирасирском Его Величества полку, с назначением флигель-адъютантом; старшинство в чине дано с 18 августа 1869 года.
В 1871 году по Высочайшему повелению состоял при Короле Эллинов, и в том же году — при принце Августе Вюртембергском. С 4 мая 1872 года командовал 9-м гусарским Киевским полком, с оставлением в звании флигель-адъютанта. Был награждён 14 марта 1873 года орденом Святой Анны 2-й степени, а 23 марта 1877 года — орденом Святого Владимира 4-й степени.

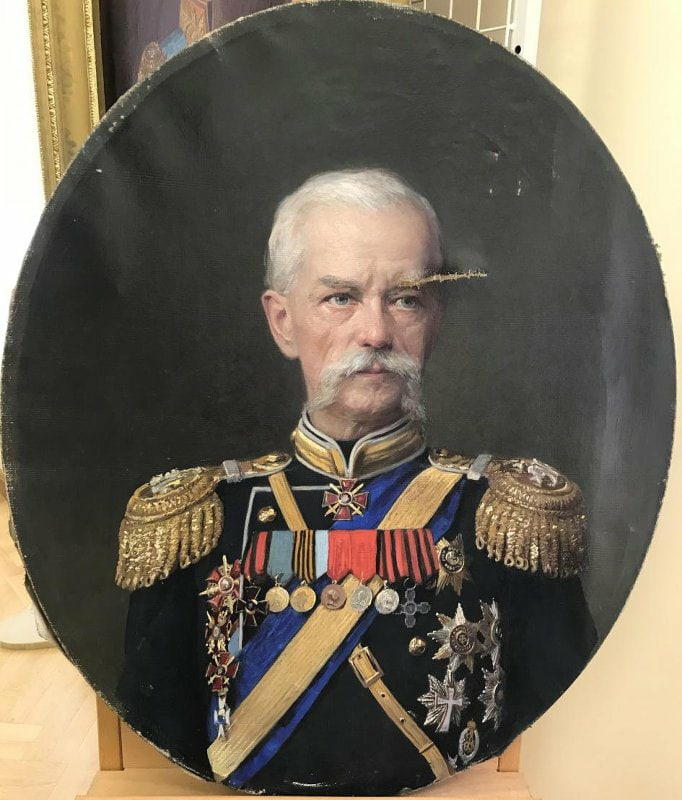
Портрет XIX в.

Во время войны с турками вместе с полком участвовал в действиях Дунайской армии: 21 июня переправился через Дунай у Систова и поступил в отряд генерала Гурко, участвовал в движении к Тырнову и в переходе через Балканские горы; 27 июля вернулся обратно в Тырново. Во время Забалканского похода барон участвовал в делах при селе Уфланли 4 июля 1877 года, за что и был награждён золотым оружием с надписью за храбрость. Участвовал в боях при Эски-Загре (17 июля), Эни-Загре (18 июля) и Джуранли (19 июля), за отличие в этих делах 17 октября 1877 года был награждён знаком к ордену Святого Владимира с мечами и бантом. С 23 августа по 28 ноября А. Н. Корф находился в отряде обложения города Плевны, под начальством Его Величества князя Румынского Карла; 28 ноября принимал участие в бою под Плевной, а затем во взятии в плен Осман-Паши, в Высочайшем Государя Императора присутствии. За отличие в этом деле 1 января 1878 года он был произведён в генерал-майоры, со старшинством 28 ноября 1877 года, с назначением в Свиту Его Величества и в распоряжение Его Императорского Величества Главнокомандующего Дунайской Армией.
Назначен командиром 1 бригады 12-й кавалерийской дивизии 3 февраля 1878 года и 22 октября того же года зачислен в списки 9-го гусарского Киевского полка. В 1878 году получил Румынский железный крест за переход через Дунай, а в 1879 году был награждён орденом Святого Станислава 1-й степени с мечами; 15 октября 1880 года уволен, по болезни, в 11 месячный отпуск, но уже 10 марта 1881 года вернулся на время, для исполнения служебных обязанностей при похоронах императора Александра I; 5 марта 1881 года он отчислен от командования бригадой, с оставлением в Свите Его Величества; 25 апреля 1881 года барон Александр Николаевич Корф был назначен членом Главного комитета по устройству и образованию войск; вступил в должность 24 августа (после упразднения Главного комитета был отчислен обратно в Свиту).
В 1884 году был награждён орденом Святого Владимира 2-й степени. Состоял при Принце Александре Гессенском во время пребывания его в России. В том же 1884 году находился в Скерневицах и состоял при Германском императоре: с 24 августа по 3 сентября находился в Брест-Литовск, на время Высочайшего пребывания на манёврах и в это время, 30 августа был произведён в генерал-лейтенанты, с зачислением в запас армейской кавалерии. 11 декабря барон Корф был прикомандирован на один год к 2-й гвардейской кавалерийской дивизии. Затем в декабре 1887 года Высочайше было разрешено оставить его в прикомандировании впредь до получения штатной должности. По распоряжению Его Императорского Величества Генерал-Инспектора кавалерии, барон Корф исполнял многие поручения по кавалерийской части. 19 марта 1891 года он отчислен обратно в запас и 30 августа за отличное исполнение возложенных на него разных поручении был награждён орденом Белого Орла.
Скончался 26 октября (8 ноября) 1903 года. Похоронен в Санкт-Петербурге на Волковском лютеранском кладбище (могила не сохранилась).
В честь А. Ф. Корфа названы: посёлок (на полуострове Камчатка; посёлок основан в 1923—25 гг.), залив (там же, на полуострове Камчатка; залив обследован в 1885 г. Ф. К. Геком).

## Награды
российские
- Орден Святой Анны 3-й ст. (1862)
- Орден Святого Станислава 2-й ст. (1864; императорская корона к ордену — 1866)
- Орден Святой Анны 2-й ст. (1873)
- Орден Святого Владимира 4-й ст. (1877; с мечами и бантом)
- Орден Святого Станислава 1-й ст. с мечами (1878)
- Орден Святого Владимира 2-й ст. (1884)
- Орден Белого орла

иностранные
- Виртембергский орден Фридриха 2-го класса (1872)
- Румынский железный крест за переход через Дунай (1878)
- Датский орден Данеброга 1-й степени (1879)
- Прусский орден Короны 1-й степени (1884)
- Орден Филиппа Великодушного 1-й степени (1883)

## Семья
Был женат на дочери статского советника Варваре Львовне Дюгамель (1841—20.11.1882). Умерла от чахотки, похоронена на Волковском лютеранском кладбище. В браке родились дети Михаил (род. 19.04.1869), Елисавета (род. 25.05.1863) и Ольга (род. 03.05.1872).